# Got to Give It Up
"Got to Give It Up" är en funk/disco-låt framförd av den amerikanska sångaren Marvin Gaye, komponerad av Art Stewart.
Låten gavs ut som singel i mars år 1977 och blev en smash-hit som klättrade till toppen på tre olika Billboard-listor; Billboard Hot 100, Hot R&B/Hip-Hop Songs och Hot Dance Club Play.

## Listor
| Lista (1977)                      | Topp position |
| --------------------------------- | ------------- |
| Amerikanska Billboard Hot 100     | 1             |
| Amerikanska Hot R&B/Hip-Hop Songs | 1             |
| Amerikanska Hot Dance Club Songs  | 1             |
| Kanadas RPM                       | 5             |
| Storbritanniens UK Singles Chart  | 7             |
| Hollands Dutch Top 40             | 24            |
| Nya Zeelands RIANZ                | 31            |

## Aaliyahs version
År 1996 tolkade den amerikanska tonårssångerskan Aaliyah "Got to Give It Up" på sitt andra studioalbum One in a Million (1996). Den nyare versionen samplar Michael Jacksons smash-hit "Billie Jean" och innehåller även rapverser framförd av Slick Rick. 
Låten gavs ut som den andra singeln från skivan den 8 oktober 1996 utanför Nordamerika. I Storbritannien klättrade singeln som högst till en 37:e plats på UK Singles Chart. "Got to Give It Up" nådde även en 34:e plats på Nya Zeelands RIANZ-lista. Låten misslyckades senare att ta sig in på några listor i USA där den släpptes i januari år 1997 som skivans tredje singel (där skickades den aldrig till radiostationer utan gavs enbart ut som en vinyl-singel). Singelns b-sida, "No Days Go By", var en av Aaliyahs få egna kompositioner. Låten producerades av Vincent Herbert, Rheji Burrell och Craig King. Låten gavs aldrig ut som singel och finns heller inte med på originalversionen av One in a Million.
En musikvideo för "Got to Give It Up" regisserades av Paul Hunter.

### Format och innehållsförteckning
- Brittisk "12-singel

1. "Got To Give It Up" (Radio Edit) [Featuring Slick Rick] - 4:15
2. "Got To Give It Up" (LP Version) [Featuring Slick Rick] - 4:41
3. "Got To Give It Up" (Tee's Freeze Club Remix) - 6:42
4. "Got To Give It Up" (TNT:s House Mix) - 6:58

- Tysk "12-singel

1. "Got To Give It Up" (Radio Edit) [Featuring Slick Rick] - 4:15
2. "Got To Give It Up" (LP Version) [Featuring Slick Rick] - 4:41
3. "Got To Give It Up" (Tee's Freeze Club) - 6:42
4. "Got To Give It Up" (TNT:s House Mix) - 6:58

- Amerikansk CD-singel

1. "Got To Give It Up" (Radio Edit) [Featuring Slick Rick] - 4:13
2. "No Days Go By" - 4:44
3. "Got To Give It Up" (LP Version) [Featuring Slick Rick] - 4:39

- Amerikansk "12-vinylsingel

1. "Got To Give It Up" (Radio Edit) [Featuring Slick Rick] - 4:15
2. "Got To Give It Up" (LP Version) [Featuring Slick Rick] - 4:41
3. "Got To Give It Up" (Tee's Freeze Club) - 6:42
4. "Got To Give It Up (TNT's House Mix) - 6:58

### Listor
| Lista (1996/1997)                | Topp position |
| -------------------------------- | ------------- |
| New Zeelands RIANZ               | 34            |
| Storbritanniens UK Singles Chart | 37            |